# Vinculopsis
Vinculopsis là một chi bướm đêm thuộc họ Crambidae.

## Các loài
- Vinculopsis epipaschia
- Vinculopsis scybalistia (Hampson, 1899)